# Orthostigma tumidum
Orthostigma tumidum är en stekelart som beskrevs av Vladimir Ivanovich Tobias 1990. Orthostigma tumidum ingår i släktet Orthostigma och familjen bracksteklar. Inga underarter finns listade i Catalogue of Life.